# Biluthu
Biluthu (chinesisch 必鲁图峰, Pinyin Bìlǔtú Fēng, mongolisch билүүт, ᠪᠢᠯᠡᠭᠦᠲᠦ) ist ein 1.609,6 Meter hoher Sandberg im Badain Jaran, einer Wüstenlandschaft in der Inneren Mongolei und der viertgrößten Wüste der Welt. Mit einer relativen Höhe von 430 Metern handelt es sich um die höchste Megadüne Zentralasiens und um eine der höchsten stationären Dünen der Erde.
Westlich der Düne liegt der See Yinderitu (Lage, 1170 m, 0,98 km², Salzgehalt 251,6 g/l, pH-Wert 9,9), nördlich der Huhejaran-See (Lage, 1170 m, 1,03 km²) und südöstlich der Bilutu-See (Lage, 1170 m, 0,39 km²). Rund 8 km südlich und damit von den genannten Seen in der größten Entfernung zum Biluthu, liegt der größte See der Region, der Nuoertu-See (Lage, 1170 m, 1,75 km², maximale Tiefe 15,6 m).
Aus den Höhen der umliegenden Seen und der absoluten Höhe des Berges ergibt sich eine relative Höhe von maximal knapp 440 Metern, weniger als die in der Literatur manchmal genannten 520 Meter.